# Харли Куин (сериал)
„Харли Куин“ (на английски: Harley Quinn) е американски анимационен сериал в жанра на супергеройската черна комедия за възрастни, базиран на едноименната героиня на Ди Си Комикс, създадена от Пол Дини и Брус Тим. Сериалът е по сценарий на Джъстин Халпърн, Патрик Шумакер и Дийн Лори, които са и изпълнителни продуценти. Поредицата проследява премеждията на Харли Куин и най-добрата ѝ приятелка, Отровната Айви, след като напуска своя приятел Жокера. Шоуто е излъчено премиерно по стрийминг услугата Ди Си Юнивърс и обира овациите на критиците на 29 ноември 2019 г., които хвалят анимацията, хумора, мрачния тон, гласовата актьорска игра и изобразяването на главната героиня.
Премиерата на втория сезон на сериала е на 3 април 2020 г. На 18 септември 2020 г. сериалът е официално подновен за трети сезон, заедно със съобщението, че ще се излъчва по Ейч Би О Макс след преструктурирането на Ди Си Юнивърс. Премиерата на третия сезон е на 28 юли 2022 г. На 31 август 2022 г. сериалът е подновен за четвърти сезон, чиято премиера е определена за лятото на 2023 г. Самостоятелен 44-минутен специален епизод, озаглавен „Харли Куин: Много проблематичен специален празник за Свети Валентин“, е излъчен на 9 февруари 2023 г. Премиерата на четвъртия сезон е на 27 юли 2023 г. На 16 ноември 2023 г. е подновен за пети сезон,, който започва на 16 януари 2025 г.

## Сюжет
Сериалът проследява приключенията на Харли Куин и нейния път на себеоткриване след раздялата с Жокера, когато осъзнава, че той никога не я е обичал. Харли възнамерява да си направи име в престъпния подземен свят на Готъм Сити, като започне с формирането на собствения си екип, който се състои от най-добрата ѝ приятелка Отровната Айви, Глинено лице, Доктор Психо, Крал Акула и Сай Боргман. По време на опитите си да се докаже като компетентен злодей, Харли се изправя пред проблемното си минало, придобива самочувствие, което ѝ помага да премахне влиянието на Жокера върху себе си и намира автономна идентичност.
В допълнение към приключенията на екипа на Харли, основната сюжетна линия се върти около връзката между Харли и Айви. След като се срещнат в Аркам, когато Харли е д-р Харлийн Куинзел и терапевт на Айви, двете развиват силно приятелство, което постепенно се задълбочава в хода на сериала. В крайна сметка те осъзнават, че изпитват чувства една към друга въпреки първоначалната несигурност на Айви и годежа ѝ с Хвърчилото. След поредица от злополуки, по време на които Харли доказва безкористната си любов към Айви, а Хвърчилото се разделя с нея в полза на щастието ѝ, Харли и Айви стават двойка до края на втори сезон. През следващите сезони двойката изживява какво е да си в здрава романтична връзка с взаимна подкрепа, честност и самоопределяне.
С напредването на поредицата повече герои на Ди Си получават по-голяма роля в историята, предимно членовете на семейството на прилепите и членовете на Легиона на гибелта, докато Харли и Айви набелязват съответните си цели по отношение на тези връзки. Харли осъзнава, че иска да бъде герой, а не злодей, докато Айви открива вътрешната си подлост и истинския потенциал на своите суперсили. Освен тях, други членове на екипа на Харли започват да следват собствения си път, като Крал Акула, който става баща и владетел на Кралството на акулите, и Глинено лице, който се подвизава като актьор. Повечето от сезоните също съдържат самостоятелен епизод, който не включва Харли или Айви, вместо това се фокусира върху един от поддържащите герои, като Жокера, Батман или Бейн.

## Актьорски състав и герои

### Главни
- Кейли Куоко – Д-р Харлийн Куинзел/Харли Куин, Кайли Криптонит
- Лейк Бел – Отровната Айви, Черил, Барбара Кийн, Бритни Бионик
- Алън Тюдик – Жокера, Глинено лице, Календара, Доктор Трап, Кралят на подправките, Светулката, Повелителя на океана, Кевин
- Рон Фънчес – Принц Нанауе/Крал Акула
- Тони Хейл – Доктор Психо, Феликс Фауст
- Джейсън Алегзандър – Сай Боргман
- Джей Би Смуув – Франк

### Поддържащи
- Джеймс Адомиян – Бейн, Чаз, Иан, Часовникаря, Нелвин Икълс, Сноуфлейм
- Дийдрик Бейдър – Брус Уейн/Батман, Томас Уейн, Горила Грод, Стив, Пинки Пийт
- Джъстина Мачадо – Бетани (сезон 2)
- Крисия Бахос – Бетани (сезон 3)
- Тиша Кембъл – Аманда Уолър, Тани Янг, Джейнис, Моника
- Бриана Куоко – Барбара Гордън/Батгърл
- Анди Дейли – Харви Дент/Двуликия, Президентът на САЩ, Господин Чудо, Дарил Браун, Господин Ковингтън, Совата
- Крис Диамантопулос – Аквамен
- Рейчъл Драч – Нора Фрийс, Кралица Хиполита
- Ейлин Еласмер – Талия ал Гул, Лесли Уилис, Девора Макълуайт
- Джанкарло Еспозито – Лекс Лутор
- Лариса Галахър – Праун
- Шон Джамброн – Джошуа
- Харви Гилен – Дик Грейсън/Найтуинг
- Джеймс Гън – Себе си
- Мери Холънд – Дженифър, Табита
- Том Холандър – Алфред Пениуърт/Макарони, Професор Грух
- Майкъл Айрънсайд – Дарксайд
- Уейн Найт – Пингвина
- Раул Коли – Плашилото
- Фил Ламар – Джейсън Праксис, Блек Манта, Луциус Фокс, Брайън, Самсон, Акулата
- Сана Лейтън – Селина Кайл/Жената-котка
- Ванеса Маршъл – Жената чудо, Гиганта, Джой Дей
- Кристофър Мелони – Комисар Джеймс Гордън
- Алфред Молина – Мистър Фрийз, Стю
- Натали Моралес – Лоис Лейн
- Брад Морис – Виктор Зас
- Мат Обърг – Хвърчилото, Крок, Кей Джи Бийст, Фред
- Джим Раш – Гатанката, Стан, Господин Исли, Джор-Ел, Метало, Тад, Луиджи, Кметът на Готъм
- Сам Ричардсън – Алек Холанд
- Уил Сасо – Макси Зевс
- Рори Сковъл – Гас
- Уанда Сайкс – Кралицата на приказките
- Джейкъб Тремблей – Деймиън Уейн/Робин
- Джеймс Уолк – Супермен

## Епизоди
| Сезон     | Епизоди   | Премиера        | Финал             | Мрежа         |
| --------- | --------- | --------------- | ----------------- | ------------- |
| 1         | 13        | 29 ноември 2019 | 21 февруари 2020  | Ди Си Юнивърс |
| 2         | 13        | 3 април 2020    | 26 юни 2020       | Ди Си Юнивърс |
| 3         | 10        | 28 юли 2022     | 15 септември 2022 | Ейч Би О Макс |
| Специален | Специален | 9 февруари 2023 | 9 февруари 2023   | Ейч Би О Макс |
| 4         | 10        | 27 юли 2023     | 14 септември 2023 | Макс          |
| 5         | 10        | 16 януари 2025  | 20 март 2025      | Макс          |